# 兰舍瓦勒
兰舍瓦勒（法語：Raincheval，法語發音：[ʁɛ̃ʃval]）是法国上法蘭西大區索姆省的一个市镇，属于亚眠区。

## 地理
兰舍瓦勒（50°4'24"N, 2°26'18"E）面积6.8 平方千米，位于法国上法蘭西大區索姆省，该省份为法国北部沿海省份，北起加来海峡省和北部省，西接滨海塞纳省和大西洋英吉利海峡，南至瓦兹省，东临埃纳省。
与兰舍瓦勒接壤的市镇（或旧市镇、城区）包括：阿尔凯沃、博凯讷、马里约、皮舍维莱尔、图唐库尔。

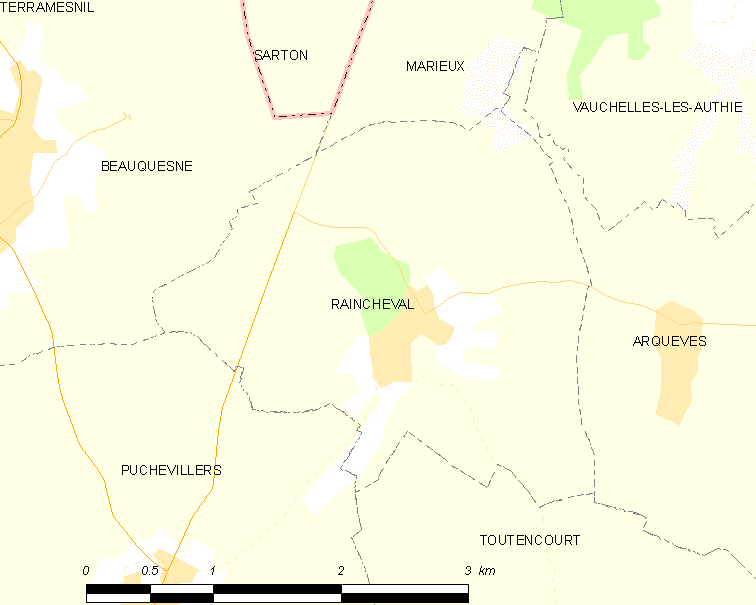
兰舍瓦勒的OSM定位图

兰舍瓦勒的时区为UTC+01:00、UTC+02:00（夏令时）。

## 行政
兰舍瓦勒的邮政编码为80600，INSEE市镇编码为80659。

## 政治
兰舍瓦勒所属的省级选区为阿尔贝县。

## 人口

1962-2008年间兰舍瓦勒人口变化图示

兰舍瓦勒于2022年1月1日时的人口数量为262人。